# Hamza Khabba
Hamza Khabba (en arabe : حمزة خابا), né le 9 juin 1996 à Mohammédia, est un footballeur marocain évoluant au poste d'attaquant à Al Arabi Sporting Club.

## Biographie

### En club
Le 16 mai 2015, il inscrit avec les FAR de Rabat un doublé en Botola, contre le club d'Al Hoceima. Il s'agit de ses premiers buts en pro.
Le 9 mai 2021, il inscrit un doublé en championnat contre le Mouloudia d'Oujda (défaite, 3-2).
Le 1er août, le Raja Club Athletic annonce le recrutement de Hamza Khabba après la fin de son contrat avec l'Olympique Safi. Cependant, le joueur doit rejoindre Al Arabi Sporting Club après sa signature d'un contrat avec le club koweïtien en juin, malgré sa volonté de rester au Raja. Les parties prenantes se mettent d'accord finalement pour prêter le joueur au club marocain pour une saison.
Le 6 janvier 2023, au titre de la 11e journée du championnat, il fait trembler les filets pour la première fois en inscrivant un doublé face à l'Ittihad de Tanger (victoire 3-0).

### En sélection
Le 28 août 2014, il est sélectionné par Abdellah El Idrissi pour un stage d'entraînement avec l'équipe du Maroc -20 ans au Centre sportif de Maâmora à Salé, comptant pour les préparations au tournoi international du Qatar, à laquelle il prend part,.

## Palmarès
Raja Club Athletic
- Coupe du Trône:
  - Finaliste en 2022.

### Distinctions personnelles
- Meilleur buteur du Championnat du Koweït 2023-2024 (21 buts).